# Maxmilian Hornyš
Maxmilian Hornyš (10. dubna 1927 Krnov – 24. ledna 2015 Vranovice) byl český herec. Jeho první manželkou byla herečka Carmen Mayerová, druhou manželkou herečka Libuše Billová.
V roce 1951 vystudoval činoherní herectví na Divadelní fakultě Janáčkovy akademie múzických umění v Brně. Ještě před dokončením školy začal v roce 1950 hrát v Těšínském divadle v Českém Těšíně, kde působil do roku 1955. Poté získal angažmá ve Slováckém divadle v Uherském Hradišti a od roku 1958 hrál na prknech Krajského oblastního divadla Hradec Králové. V roce 1967 se stal členem souboru Divadla bratří Mrštíků v Brně, kde působil po zbytek své aktivní herecké kariéry.
Před kamerami se objevoval jen ojediněle a v menších rolích, například v celovečerním filmu Za humny je drak či v seriálu Četnické humoresky. V menší míře se také věnoval dabingu, zejména v průběhu 90. let 20. století. Namluvil například Reného Auberjonoise v první řadě seriálu Star Trek: Stanice Deep Space Nine, ve více projektech jeho hlasem promlouval Herbert Fux (např. Doktor z hor). Pracoval také pro brněnský rozhlas.
V závěru života žil se svou manželkou Libuší Billovou v Přibicích. Zemřel ve věku 87 let v domově důchodců v sousedních Vranovicích, kam byl nedlouho před smrtí jako těžce nemocný převezen.